# Васильева, Татьяна Андреевна
Татья́на Андре́евна Васи́льева (род. 1958) — советский и российский юрист, специалист по конституционному праву; доктор юридических наук (2010); заведующая сектором сравнительного правоведения и заместитель директора в Институте государства и права АН СССР/РАН; профессор кафедры прав человека в Государственном университете гуманитарных наук; член экспертного совета при управлении по обеспечению конституционных прав граждан Администрации президента РФ.

## Биография
Выпускница юридического факультета МГУ имени Ломоносова (1980). В 1983 году защитила кандидатскую диссертацию «Областная автономия в Италии: правовые аспекты». Докторская диссертация — «Миграционная политика, гражданство и статус иностранцев в странах западной демократии: сравнительно-правовое исследование». Исполняла обязанности директора Института государства и права РАН (2017).

## Работы
Автор и соавтор более 100 научных публикаций, включая несколько монографий; она специализируется, в основном, на проблемах прав человека и вопросах миграционного законодательства:
- Областная автономия в Италии : (Правовые аспекты) : Учеб. пособие / Т. А. Васильева; МГУ им. М. В. Ломоносова, Юрид. фак. — М. : Изд-во МГУ, 1987. — 91 с.
- Как написать закон. — М.: Юрайт (2012);
- Косвенный иск в цивилистическом процессе : (сравнительно-правовое исследование) / Т. А. Васильева. — Москва : Статут, 2015. — 158 с. : ил.; 21 см; ISBN 978-5-8354-1171-9 : 500 экз.
- Права человека : учебник / Васильева Т. А. и др. ; отв. ред. Е. А. Лукашева ; Ин-т государства и права РАН. — 3-е изд., перераб. — Москва : Норма : ИНФРА-М, 2015. — 511 с.; 22 см; ISBN 978-5-91768-578-6.
- Трансформации прав человека в современном мире = Human rights transformations in the modern world : монография / Н. В. Варламова, Т. А. Васильева, Н. А. Воронина и др. ; отв. ред. А. Н. Савенков; Институт государства и права Российской академии наук. — Москва : Норма : ИНФРА-М, 2018. — 255 с.; 22 см; ISBN 978-5-91768-933-3.
- Институты публичной власти в условиях глобализации = Public Authorities in the Context of Globalization : монография / Варламова Н. В., Васильева Т. А., Дидикин А. Б. и др.; под редакцией доктора юридических наук Т. А. Васильевой, кандидата юридических наук Н. В. Варламовой ; Институт государства и права Российской академии наук. — Москва : НОРМА : ИНФРА-М, 2020. — 271 с.; 22 см; ISBN 978-5-00156-026-5 : 500 экз.
- Эволюция конституционно-правового статуса иностранцев в странах западной демократии // Государство и право. 2009. № 3.
- Эволюция института гражданства Европейского союза // Государство и право. 2007. № 12.